# Wohn- und Geschäftshaus Bahnhofstraße 43

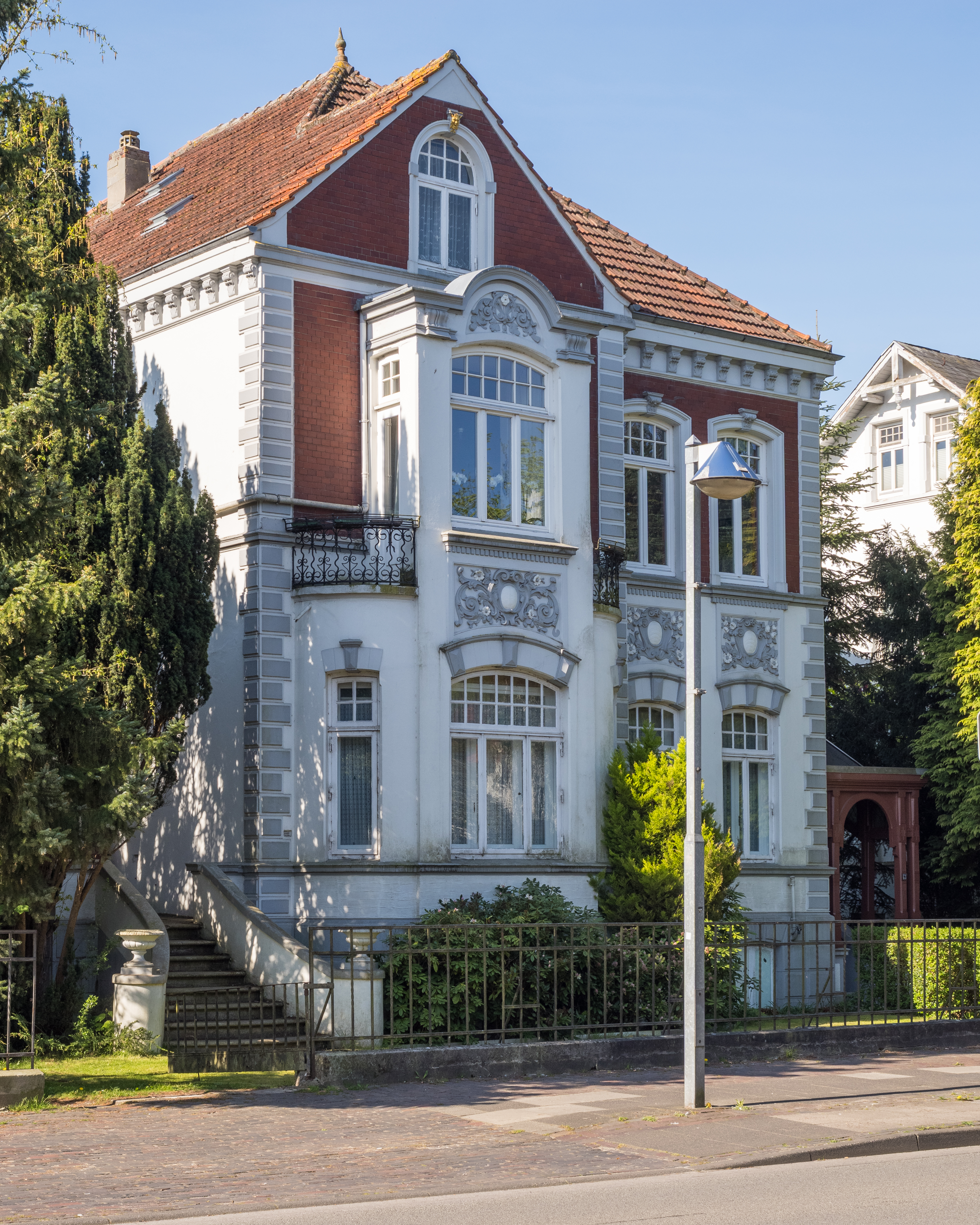
Villa Bahnhofstr. 43

Das Wohn- und Geschäftshaus Bahnhofstraße 43 im niedersächsischen Nordenham im Landkreis Wesermarsch stammt vom Anfang des 20. Jahrhunderts.

Aktuell (2023) wird es u. a. durch Büroräume genutzt.
Das Gebäude steht unter Denkmalschutz (siehe auch Liste der Baudenkmale in Nordenham).

## Geschichte
Das zweigeschossige villenartige traufständige verputzte (EG) und verklinkerte (OG) Gebäude auf Sockel mit Jugendstilelementen, mit Sattel- und Walmdach, dem linken Giebelrisalit mit dem zweigeschossigen Erker und zwei seitlichen Balkonen sowie einer linken Freitreppe und einem späteren eingeschossigen Anbau, den segmentbogigen Fenstern sowie Rahmung der OG-Fenster den dekorativen Brüstungsfeldern, den geschossteielnden und dem Traufgesimsen mit angedeuteten Balkenköpfen und den Quadern an den Ecken, wurde um 1900 gebaut.
Das Landesdenkmalamt befand zur Bedeutung: „geschichtlich, wissenschaftlich, städtebaulich“.